# Pitkäjärvi (sjö i Eura, Satakunta)
Pitkäjärvi är en sjö i Finland. Den ligger i Honkilax i kommunen Eura i landskapet Satakunta, i den sydvästra delen av landet, 180 km nordväst om huvudstaden Helsingfors. Pitkäjärvi ligger 51 meter över havet. I omgivningarna runt Pitkäjärvi växer i huvudsak blandskog. Arean är 26,6 hektar och strandlinjen är 2,31 kilometer lång. Sjön  ingår i Lapinjokis huvudavrinningsområde. 